# Circolo Nautico Posillipo 1967
Questa voce raccoglie le informazioni riguardanti il Circolo Nautico Posillipo nelle competizioni ufficiali della stagione 1967.

## Stagione
Nella stagione 1967 il Posillipo partecipa al suo primo campionato in massima serie, classificandosi al 10º posto e retrocede in serie B.

## Rosa
| N° |                   | Ruolo | Giocatore         |
| -- | ----------------- | ----- | ----------------- |
|    | Italia (bandiera) | P     | Guglielmo Marra   |
|    | Italia (bandiera) |       | Vittorio D'Angelo |
|    | Italia (bandiera) |       | Sergio Cascinelli |
|    | Italia (bandiera) |       | Dino Simonelli    |
|    | Italia (bandiera) |       | Lucio Rossi       |
|    | Italia (bandiera) |       | Franz Di Mehlem   |

| N° |                   | Ruolo | Giocatore         |
| -- | ----------------- | ----- | ----------------- |
|    | Italia (bandiera) |       | Antonio Consiglio |
|    | Italia (bandiera) |       | Bruno Scaglia     |
|    | Italia (bandiera) |       | Leo Buonomo       |
|    | Italia (bandiera) |       | Ezio Buonaiuto    |
|    | Italia (bandiera) |       | Luigi Chiosi      |